# Opečna žveplenjača
Opečna žveplenjača (znanstveno ime Hypholoma lateritium) je gliva iz rodu žveplenjač (Hypholoma).

## Značilnosti
Klobuk ima v premeru od 3 do 10 cm. Je značilne opečnato rdeče barve s svetlejšim rožnatim do rumenim robom. Najprej je konveksen nato se splošči
Lističi so gosti in s številnimi vmesnimi lističi. Pritrjeni so na bet. Na začetku so belkasti, kmalo pa bledo sivi in z zrelostjo vijolično sive do temno vijolične barve. V mladosti so pokriti z belkasto kopreno, ki se kasneje raztga. 
Bet je visok od 4 do 12 cm in enakomerne debeline od 1 do 2 cm, le proti dnišču se zoži zaradi rasti v šopkih. Zgoraj je rumenkaste do belkaste barve, spodaj rjav do rdečkast.
Meso je čvrsto in belkaste do rumenkaste barve. Nima posebnega vonja. Okus je mil ali rahlo grenak.

## Razširjenost in življenjski prostor
Raste od jeseni do zime v gostih šopih kot gniloživka na štorih in lesnih ostankih listavcev.

## Mikroskopske značilnosti
Trosni odtis je vijoličasto rjav. Trosi so eliptični, gladki in merijo 5–7 x 3–4 μm.

## Podobne vrste
- sivolistna žveplenjača (Hypholoma capnoides) ima sive lističe
- navadna žveplenjača (Hypholoma fasciculare) močno greni in ima lističe z rumenimi in zelenimi barvnimi odtenki

## Uporabnost
Pogojno užitna. Pred uporabo jo je potrebno prekuhati.

## Galerija slik
- ilustracija
- lističi in beti
- trosi
- krisocistide